# Limnaecia isodesma
Limnaecia isodesma là một loài bướm đêm thuộc họ Cosmopterigidae. Nó được tìm thấy ở Úc.